# Коцоев, Зелим Олегович
Зелим Олегович Коцоев (осет. Коцойты Оледжы фырт Зелим, азерб. Zelim Oleqoviç Kotsoyev; род. 9 августа 1998, Беслан, Северная Осетия) — азербайджанский дзюдоист северо-осетинского происхождения, член национальной сборной Азербайджана по дзюдо, олимпийский чемпион 2024 года, чемпион мира 2024 года, чемпион Европы 2023 года, серебряный призёр чемпионата Европы 2025 года,  бронзовый призёр чемпионатов мира 2022, 2023 и 2025, бронзовый призёр чемпионатов Европы 2018, 2020 и 2021 годов, победитель Всемирной Летней Универсиады 2017, чемпион Азербайджана 2022 года. Личный тренер — Эльхан Мамедов.

## Биография
Зелим Коцоев родился 9 августа 1998 в Северной Осетии, в городе Беслан. Во время теракта в Беслане погибли его двоюродная сестра и другие родственники. Есть младший брат: Аслан, также дзюдоист. В декабре 2014 года 16-летний Коцоев стал победителем первого чемпионата мира по самбо среди юношей до 18 лет.
В 2014 году в Афинах стал чемпионом Европы среди юношей. В 2015 году стал выступать за сборную Украины и в этом же году в Софии выиграл первенство Европы среди юношей. После этого перебрался в сборную Азербайджана. Выступать за сборную Азербайджана Коцоеву посоветовал его земляк борец Хетаг Газюмов.
В 2015 году Коцоев выиграл серебро на чемпионате мира среди юношей в Сараево.
В 2017 году Зелим Коцоев стал чемпионом мира среди юниоров в Загребе. В этом же году стал чемпионом Европы среди юниоров в Мариборе. В 2018 году выиграл Гран-при Анталии. На чемпионате Европы 2018 года в Тель-Авиве выиграл бронзу. Коцоев завоевал бронзовую медаль также на чемпионате Европы 2020 года в Праге.
В 2021 году выиграл серебро на турнире IJF Judo Masters в Дохе. В этом же году Коцоев стал победителем турнира Большого шлема в Анталье, на котором в финале одержал победу над чемпионом мира из Японии Аароном Вольфом. В этом же году Коцоев завоевал бронзовую медаль на чемпионате Европы в Лиссабоне.
В феврале 2022 года занял 3-е место на турнире Большого шлема в Тель-Авиве.
В феврале 2023 года на турнире Большого шлема в Тель-Авиве занял 1 место.
На чемпионате мира 2023 года, который состоялся в Дохе, азербайджанский спортсмен завоевал бронзовую медаль. В поединке за третье место он сумел победить спортсмена из Грузии Илью Суламанидзе. В этом же месяце он поднялся на вторую строчку в мировом рейтинге.
В мае 2024 года на предолимпийском чемпионате мира, который состоялся в Объединённых Арабских Эмиратах, Зелим завоевал золотую медаль чемпионата мира. В финале он победил соперника из Канады Шади Эль Нахаса. В этом же месяце он возглавил мировой рейтинг.
На летних Олимпийских играх 2024 года в Париже Коцоев завоевал золотую медаль, одолев в финальной схватке грузинского спортсмена Илью Суламанидзе. Коцоев стал пятым спортсменом сборной Азербайджана, кто за всю карьеру выиграл и чемпионат мира, и ЕВРО, и Олимпиаду после Земфиры Мефтахетдиновой, Шарифа Шарифова, Радика Исаева и Хидаята Гейдарова. Распоряжением президента Азербайджанской Республики Ильхама Алиева от 13 августа 2024 года Зелим Коцоев за высокие достижения на XXXIII Летних Олимпийских играх в Париже и заслуги в развитии азербайджанского спорта был награждён орденом «Слава».
26 апреля 2025 года на чемпионате Европы в Подгорице завоевал серебряную медаль. В финальной схватке уступил сопернику из Грузии Илье Суламанидзе. В июне 2025 года на чемпионате мира в Будапеште в весовой категории до 100 кг завоевал бронзовую медаль. В схватке за третье место одолел соперника из Южной Кореи Ким Сехуна.

## Спортивные результаты
- Двукратный чемпион Европы среди кадетов 2014, 2015г — .
- Серебряный призер чемпионата мира среди кадетов 2015г — .
- Чемпион мира среди юниоров 2017[21] Загреб — .
- Чемпион Европы среди юниоров 2017 Марибор — .
- Чемпион Всемирной летней универсиады 2017 Тайбэй — .
- Чемпион первенства мира и Европы 2017 года[22] — .
- Бронзовый призер чемпионата Европы 2018 — .
- Чемпионат Азербайджана по дзюдо 2019 — .
- Бронзовый призер чемпионата Европы 2020 [23]— .
- Бронзовый призер чемпионата Европы 2021[24] — .
- Бронзовый чемпионата мира 2022 (Ташкент)[24] — .
- Чемпионат Азербайджана по дзюдо 2022 — .
- Участник олимпийских игр в Токио 2020[25]
- Мировой олимпийский рейтинг 1 место [26]
- Чемпионат Европы по дзюдо 2023 —
- Чемпионат мира по дзюдо 2024 — .
- Летние Олимпийские игры 2024 — .